# Jordi Barre
Pour les articles homonymes, voir Barre.
Jordi Barre, né Georges Barre le 7 avril 1920 à Argelès-sur-Mer (Pyrénées-Orientales) et mort le 16 février 2011 à Ponteilla (Pyrénées-Orientales), est un auteur-compositeur-interprète français d'expression catalane.

## Biographie

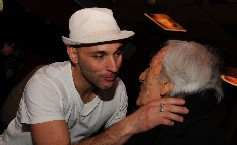
R'Can et Jordi Barre

Monté très jeune sur les planches, il chante dans les bals de village de la plaine du Roussillon et fait des claquettes, puis sera tour à tour marin, typographe, chef d'atelier. Au milieu des années 1960, il rencontre le poète Estève Albert, qui l’encourage à se consacrer exclusivement à la chanson.
En 1974, il part vivre à Barcelone où il fait la connaissance des grandes figures de la Nova Cançó, courant musical proche des milieux autonomistes de la fin de l’ère franquiste. Se tenant toujours à l’écart des mouvements politiques, Jordi Barre milite par le chant pour une reconnaissance de la culture et surtout de la langue catalane et devient rapidement une institution pour le public de Catalogne Nord.

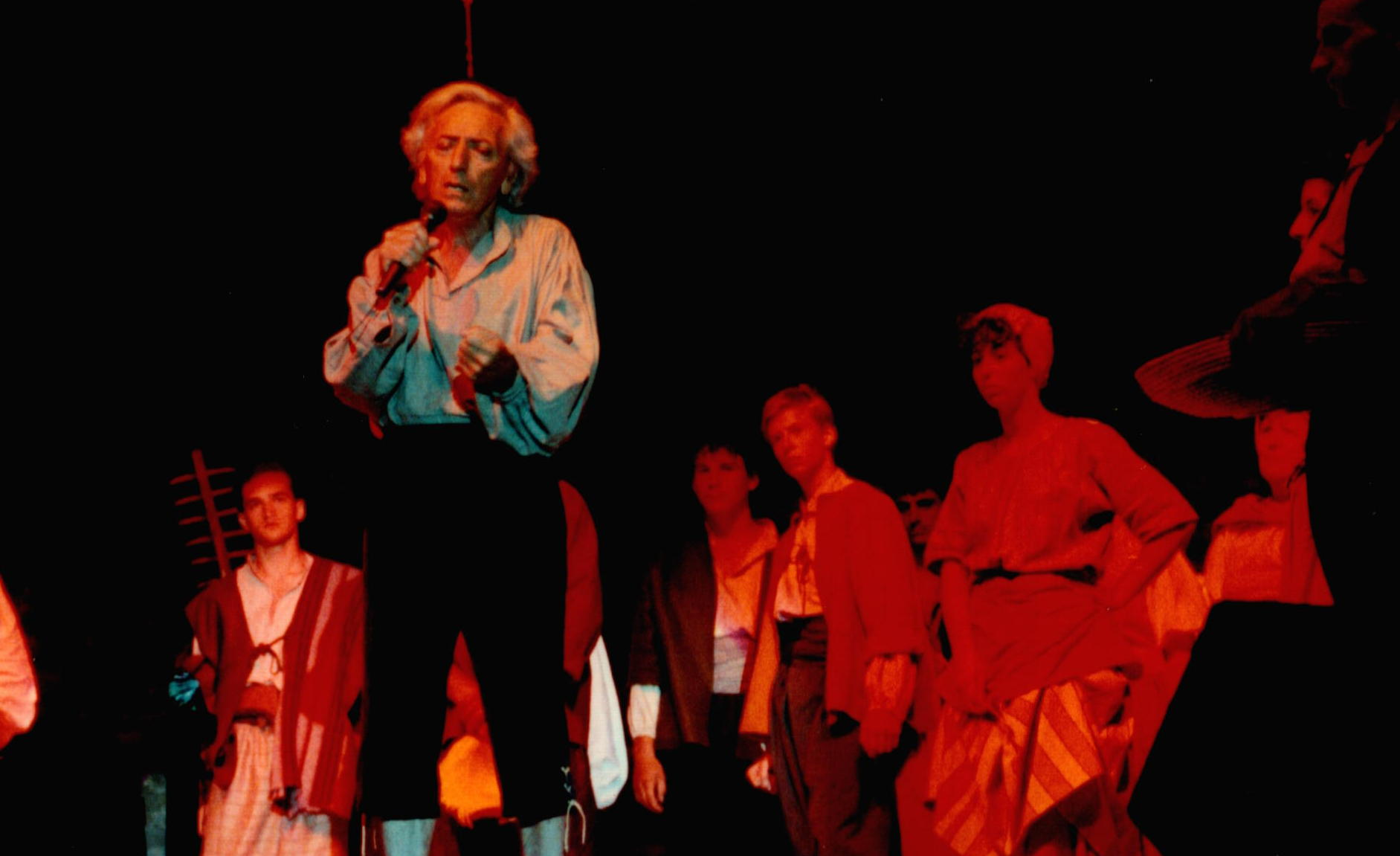
Jordi Barre chante la Révolte contre la monarchie française.

En 1983, il se produit à l’Olympia de Paris. Sa notoriété ne cesse de grandir, sa voix rocailleuse et profonde, son timbre grave « où courent l'eau fraîche des torrents, la rocaille des collines, le bleu de la mer et la folie de la tramontane » (Jean-Michel Collet), sa tenue de scène imposante et son charisme font de ses concerts de grands moments d’émotion et d’intensité à l’égal d’un Paco Ibáñez ou de Silvio Rodríguez. Dans une de ses chansons, il évoque les cloches catalanes : A tot moment toquen hores. En 1989 avec Joan-Pere Lacombe et Joan Tocabens il monte un spectacle musical sur la révolte du Vallespir contre la gabelle, "Els Angelets de la Terra".
Il chante dans toute la France mais aussi en Espagne, au Portugal, en Angleterre et jusqu'au Japon. En 1992, il reçoit des mains de Jordi Pujol la Creu de Sant Jordi, plus haute distinction accordée par la Généralité de Catalogne.
En 2009, âgé de 89 ans, il enregistre un duo en catalan avec l’un de ses plus fervents admirateurs, le chanteur Cali, ainsi qu’une chanson avec le chanteur et comédien Tchéky Karyo. Toujours en 2009, il accueille par la chanson Els hi fotrem, sur le podium du Castillet, l'arrivée du bouclier de Brennus à Perpignan, après la victoire de l'USA Perpignan en finale du championnat de France de rugby à XV.
En mai 2010, il se produit dans la commune de Tautavel dans un concert événement célébrant ses 90 ans.
Jordi Barre aimait la nouvelle vague de chanteur. Il était un fervent admirateur de Luce. Il n'hésita pas à lui faire la surprise de sa présence le 23 juin 2010, dans les Studios de France Bleu Roussillon pour son premier direct après sa victoire au concours.
En novembre 2010, déjà très fatigué, Jordi Barre avait rencontré un artiste qu'il appréciait beaucoup, Michel Fugain qui s'était pris la peine de le recevoir dans sa loge lors de son passage à Perpignan pour son concert donné au Théâtre de l'Étang de Saint-Estève. Avec la complicité d'Isabelle Meder de Flash66, il lui avait consacré plus d'une demi-heure à l'écouter, Jordi lui racontant ses débuts, sa carrière, son Olympia de 1983. Ils se sont quittés tous les deux avec la larme à l'œil. Jordi d'avoir rencontré son idole, car il ne pensait pas qu'il aurait pris le temps de le recevoir, et Michel d'avoir écouté un grand homme. Il avait assisté ensuite au concert, pour une fois comme spectateur ce qui était rare pour lui.
En décembre 2010, Jordi Barre rencontre un jeune rappeur de Perpignan, R'Can, élu révélation en 2001 de Paris Day Rap. Il tourne avec lui un clip, Décloisonnement intergénérationnel.
Jordi Barre meurt le 16 février 2011 à Ponteilla, à l'âge de 90 ans. De nombreuses personnes sont présentes le 19 février pour son enterrement à la cathédrale Saint-Jean-Baptiste de Perpignan. Il est ensuite inhumé au cimetière de Montauriol (Pyrénées-Orientales).

## Carrière musicale

### Jazz et l'Orchestre Georges Barre
En 1941 Georges Barre a vingt ans, grâce à son ami Uteza qui était Musicien de la Flotte et Officier de la Marine, il décide d’étudier la contrebasse en vue d’intégrer lui aussi les Musiciens de la Flotte. N’ayant pu passer l’examen d’admission au conservatoire de Paris à cause de la guerre, il demande à passer celui des Musiciens de la Flotte. Il réussit l’examen d’admission à Toulon et est amené en caserne, le soir même, il fait part de son angoisse à ses parents et décide de retourner à Perpignan. Le 17 mars 1941 il est affecté à Casteljaloux pour son service militaire, là-bas, il passe l’examen d’admission pour la Musique nationale des Chantiers de jeunesse qu’il passe avec brio, et va pendant un an à Chatel-Guyon. Il se consacre grandement à la musique et en 1942 il crée un orchestre Jazz qu’il dirige. Durant la guerre, Georges Barre se cache pour ne pas aller au front. En 1944 Georges Barre retourne à Perpignan, il retrouve son poste de typographe et s’adonne à la musique, plus particulièrement au Jazz. Il joue notamment avec Aimé Guillaumon qui animait à l’époque le Grand Café du Castillet, ainsi qu’avec Jo Farriol, un saxophoniste de haut niveau. Les Jam Sessions au café du Castillet se multiplient et le Jazz se répand très vite, une école est ouverte au Foyer Léo-Lagrange. Lors d'un concert de l’orchestre Aimé Guillaumon dans lequel Georges Barre est Contrebassiste, Joseph Reinhardt, guitariste de Jazz manouche reconnu, est impressionné par sa performance. Il lui propose d’intégrer son orchestre et après un essai concluant il accepte. Débute alors une période musicalement chargée pour Georges Barre, le rythme de vie abrasif des jazzmen qui se produisent quotidiennement à la Loggia et son travail de typographe remplissent ses journées. En 1945 l'orchestre obtient un contrat pour l’Algérie, mais Georges Barre ne peut quitter sa famille et son métier. Les musiciens se séparent, et Joseph Reinhardt retourne à Paris. En 1946 Georges Barre décide de former son propre orchestre Jazz qui imposera son style dans la région pendant plus de vingt ans. L’orchestre Georges Barre connaît un franc succès, poussé par la volonté de se surpasser Georges Barre travaille d’arrache-pied sur les arrangements des morceaux et les prestations scéniques. Son orchestre est reconnu pour être le seul dans la région a jouer sans interruption, et les prouesses scéniques des musiciens couplées aux chansons dansantes avec un chant accrocheur, séduisent le public.

### Nova Cançó: de Georges Barre à Jordi Barre
C’est une rencontre, en 1959, qui convertit Georges Barre au catalan. Si avec son orchestre, il se joint parfois à certains groupes qui ont pour vocation faire vivre la langue et la tradition catalanes dans tout le département, c’est l’écrivain Esteve Albert i Corp qui le motive à se dédier uniquement à la langue catalane. Le premier grand projet autour du catalan de Georges, en compagnie d’Esteve Albert, est le montage d’une pièce avec le groupe Pirène d’Elne. Peu après, c’est ce dernier qui est à l’origine de l’intégration de Georges au Fanal Sant-Vicens (groupe artistique perpignanais qui défend la culture catalane à travers le théâtre et le chant). Au début des années 1960, il effectue de nombreux déplacements en Catalogne du Sud, bien souvent à la capitale, Barcelone, et participe à de multiples concours et festivals. C’est l’époque très importante de la revendicative Nova Cançó, et Georges se lie d’amitié avec de jeunes chanteurs comme Raimon du País Valencià. Il connait d’ailleurs lors de cette période, un franc et réel succès auprès du public barcelonais et des catalans du Principat. En 1964, lors des fêtes de la Mercè, on lui remet la médaille de la ville de Barcelone, et « de 1963 à 1965, Barre est l’un des chanteurs les plus écoutés et vendus en Catalogne ». C’est à la fin des années 1960 que Georges Barre devient finalement Jordi Barre, et ce grâce à la femme dont il est amoureux, Danièle Rouzaud. Avec elle, il comprend que le catalan est la langue avec laquelle il doit s’exprimer artistiquement et qu’il est temps de s’intéresser presque exclusivement aux spécificités et à la réalité de la Catalogne du Nord.

### Barre et les auteurs Nord-Catalans

#### Jordi Pere Cerdà
Le poète Nord-Catalan Jordi Pere Cerdà participe grandement à l’écriture des textes mis en chanson par Jordi Barre au Fanal Sant-Vicens. Il collabore avec Jordi Barre à partir des années 60 et ce jusqu’au début des années 2000 avec la cantate O Món. Il écrit les textes de O Món, que Jordi Barre met en chanson des années plus tard. Il meurt en 2011, la même année que Jordi Barre. Quelques textes de Jordi Pere Cerdà que Jordi Barre a mis en chanson : Tu Tens, Adiu, Canta Perpinyà, El meu país, Soc un mariner.

#### Joan Cayrol
Entre 1975 et 1980, Jordi Barre et Joan Cayrol travaillent ensemble sur des textes de ce dernier, deux artistes en communion totale. Ces deux amis collaborent en tandem au Fanal et au sein du groupe Pa amb Oli. C’est en 1981 que Joan Cayrol décède, il laisse derrière lui un ami totalement bouleversé qui décide de mettre en musique le dernier texte qu’il lui a confié avant de partir : Tant com me quedarà, Torna a venir Vicens, Parlem Català, Jo soc de Perpinyà, Deixeu-me el temps, Toquen les hores, La nit on vam fugir sont sans nul doute les chansons les plus importantes écrites par Joan Cayrol. Malgré la volonté de continuer, le groupe Pa amb Oli, des divergences font surface et le groupe se dissout peu à peu jusqu’à s’arrêter totalement en février 1982. Après deux nouvelles formations et deux arrêts de quelques mois, Jordi Barre reprend la scène et un nouveau chapitre de sa vie commence.

#### Joan Tocabens
C’est lorsqu’il collabore avec Jordi Pere cerdà que Jordi Barre et le poète Joan Tocabens se rapprochent au début des années 80. C’est en 1988 que Jordi Barre commence à chanter les textes de Joan Tocabens, certains le considèrent trop intellectuel comparé aux autres mais leur collaboration fleurira à la fin des années 80. Tout comme ses prédécesseurs, Joan Tocabens n’est pas un citadin, il parle surtout de la nature, des montagnes, des fleurs, de l'eau etc. La rencontre avec Joan Tocabens montre à Jordi Barre une autre facette de la musique : la pédagogie. C’est Joan Tocabens et Jean-Pierre Lacombe-Massot qui sont à l’origine des fresques historiques musicales et théâtrales en Catalan : Els Angelets de la Terra et la trilogie sur le royaume de Majorque Els Reis de Mallorca. Joan Tocabens qui était aussi enseignant, lui ouvre la porte à de nouvelles expériences et c’est au cours d’un stage à Mosset avec des écoliers venus de Perpignan et de Canet-Plage que naît La cançoneta Blava. Il réalise alors un rêve de grand-père : chanter pour des enfants avec un cœur et un chœur d’enfants. Le 30 Avril 2001 il dirige un chœur d’enfants de trois cents voix lors d’une représentation au palais des Congrès. Il renouvelle ces expériences de nombreuses fois avec des écoles Catalanes entre autres. En 1991 il enregistre le comte Lliure com el vent ou il laisse le chant à des écoliers. En 2011 suit le conte Llibertat ainsi que Vall Misteriosa chanté par des élèves des écoles Jean-Clerc et Jean-Petit de Prades. Les trois contes sont compilés dans un CD . À la fin des années 80, Jordi Barre entre en contact avec Jean-Pierre Lacombe-Massot, il devient alors son manager et directeur artistique. Cependant Jean-Pierre ne fabrique pas Jordi Barre qui alors âgé de 67 ans possède son propre style bien à lui. Il l’aide cependant à produire des spectacles, enregistrer des albums et à promouvoir le tout. Il va aussi le pousser à tenter de nouvelles choses et à se renouveler. Amb la Força de l’Amor, Porta ben alt, Una revolta dins el ventre, Pastor, La campana sona sont quelques-unes des chansons écrites par Joan Tocabens pour Jordi Barre. Jordi Barre met également en musique de nombreux textes d’auteurs Nord-Catalans comme Joan Amade et Josep Sebastià Pons, mais aussi d’auteurs du sud des Albères comme Josep Carner, Joan Maragall ou encore Joan Salvat Papasseit.

### Les chorales et ensembles musicaux

#### Le Fanal Sant-Vicens de Perpignan
Georges Barre rejoint donc le Fanal Sant-Vicens de Perpignan en 1962. Le Fanal c’est la rencontre entre compositeurs, poètes, chanteurs, comédiens, musiciens, chorégraphes, etc…, tous amateurs mais désireux de perpétuer la tradition et de faire vivre le folklore roussillonnais. Intimidé au départ par cette bourgeoisie perpignanaise, il n’en demeure pas moins heureux de s’y impliquer. Ses compétences musicales ainsi que sa réputation facilitent son intègrement. « Au Fanal Sant-Vicens Georges Barre s’enracine de plus en plus dans la tradition, héritier inconscient de Joan Amade ». C’est aussi au Fanal qu’il fait la connaissance de ceux qui deviendront ses paroliers, le poète Jordi Pere Cerdà (Antoni Cayrol), ou encore l’Amic Vicenç, le charcutier d’Espira-de-l’Agly, Joan Cayrol. Après plusieurs diffusions de la chanson Toquen les hores sur les ondes de France Culture en 1976, Jordi Barre demande au groupe plus d’exigence, de rigueur, afin d’atteindre un niveau supérieur. Il y croit profondément, et cela paye à la fin de la même année, le Fanal et Jordi Barre participent à l’émission Les Musiciens du Soir. C’est un triomphe, la France entière les voit à la télévision et entend la « langue du terroir ». Solange et Philippe Bauby, créateurs et animateurs du Fanal Sant Vicens, décident alors d’enregistrer un disque comprenant 10 titres dont 8 en catalan. Deux ans plus tard, au Théâtre de l’Atelier à Paris, devant de nombreux nord-catalans mais aussi représentants du Sud, c’est la grande ovation. Jordi Barre devient à ce moment-là plus qu’un simple chanteur nord-catalan.

#### Le groupe Pa Amb Oli
En 1978, il crée en parallèle du Fanal avec certains de ses membres, le groupe Pa Amb Oli, composé de douze artistes, dont Albert Bueno et Germinal Monge. Cet effectif plus réduit permet de travailler plus souvent et d’acquérir rapidement des bases solides. « Pa Amb Oli dès sa première « projection » parisienne, en 1979, au Théâtre d’Issy-les-Moulineaux, est classé l’égal de nombreux groupes parisiens alors à la mode ». Pa Amb Oli jusqu’à sa dissolution en 1983, est vraiment partout, les dates des spectacles s'enchaînent dans toutes les comarques nord-catalanes. En 1982, Jordi Barre reçoit même de la SACEM un Disque d’Or. Son troisième disque s’écoule à 50 000 exemplaires, uniquement en Catalogne du Nord. Un an plus tard, pour le Pa Amb Oli comme pour Jordi Barre c’est la consécration, il est annoncé un récital à l’Olympia. De nombreux nord-catalans font expressément le déplacement pour entendre le chanteur et le groupe durant deux bonnes heures. C’est la conquête de la capitale française par les roussillonnais. « 1 800 Catalans, hier, à l’Olympia pour l’amour du pays et du Midi » peut-on lire le 17 avril 1983 dans le journal le Midi Libre. « Pupitre tendu aux couleurs de la Catalogne […], une revendication culturelle et un témoignage public d’existence » écrit Henry-Jean Servat. Ce concert de Pa Amb Oli à l’Olympia avec Jordi Barre pour vedette vient rappeler à Paris et à la France, l’existence de la Catalogne du Nord et du peuple catalan.

#### L'Estudiantina d'Ille-sur-Têt
Jordi Barre dirige également à partir du milieu des années 80 et jusqu'à la fin de sa vie, la chorale l'Estudiantina d’Ille-sur-Têt. « En novembre 1999, il participe à un autre hommage, celui que la ville d’Ille-sur-Têt rend à Lucien Castillo, l’âme de la chorale l’Estudiantina ».

### Les fresques historiques musicales et théâtrales

#### LesAngelets de la Terra
Jordi Barre, nostalgique de l’époque de Pyrène avec Esteve Albert, a en tête de faire un spectacle musical sur des évènements historiques qui ont profondément marqué l’histoire nord-catalane. Il pense très rapidement aux Angelets de la terra, et Joan Tocabens accepte de relever le défi en écrivant non seulement les paroles des chansons mais aussi les dialogues de la pièce. Ce projet voit le jour l’été 1989, avec la complicité de Jean-Pierre Lacombe Massot, le metteur en scène, qui n’hésite pas une seconde à bousculer les habitudes des comédiens pour passer de l’amateurisme à un certain professionnalisme. Certains d’entre eux, impliqués dans d’autres troupes culturelles catalanes, viennent aussi prêter main-forte. Tout le monde travaille, répète intensément, s’investit à 200%. Jordi Barre chante donc « avec force la révolte des Angelets, la Guerre du Sel, la résistance du Vallespir et du Conflent à l’intégration à la France, juste au lendemain du traité des Pyrénées de 1659 ». Il met en musique et interprète 11 textes écrits par Joan Tocabens. C’est une fois de plus un magnifique succès, et ce à chaque des six représentations aux quatre coins du département. Un spectacle itinérant qui débute forcément à Prats de Mollo, là-même où se déroule une partie de l’aventure des Angelets, passe ensuite par Thuir, Villefranche-de-Conflent, Collioure, Argelès ou encore le Palais des Rois de Majorque à Perpignan. Une seule représentation a lieu de l’autre côté des Pyrénées, à Olot. Ce sont quand-même près de 10 000 spectateurs qui viennent découvrir ou redécouvrir cet épisode de l’histoire nord-catalane. Toutefois, certaines personnes férues d’Histoire critiquent négativement ce spectacle car elles ne comprennent pas qu’elles assistent à une simple fiction avec une trame historique.

#### La trilogieEls Reis de Mallorca
Après cette grande réussite avec les Angelets, d’autres idées de fresques historiques musicales et théâtrales sont évoquées, celle sur le royaume de Majorque est retenue. Jean-Pierre Lacombe Massot souhaite que cela se fasse au Palais des Rois de Majorque. Il en est ainsi puisque « Lacombe, Tocabens et Barre s’installent au palais pour trois étés 1991, 1992, 1993 ». De nombreux comédiens des Angelets refusent d’y participer, ils sont remplacés par d’autres artistes très en vogue de la scène locale. Il est décidé que ce spectacle se jouera en catalan mais aussi en français, la carte du bilinguisme est adoptée. Cette fresque, c’est aussi le premier projet musical qui rassemble le directeur du Conservatoire de Perpignan, Daniel Tosi, et le leader du Fanal Sant Vicens de Perpignan, Jordi Barre. Els Reis de Mallorca est une trilogie, une fresque en trois épisodes. Deux heures de show avec Jordi Barre et plus de 150 participants (comédiens, musiciens, danseurs, figurants). Une aube de sang et d’or est le premier épisode et nous raconte la vie trépidante de Jaume 1er le Conquérant. « Quatre représentations ont lieu en français et deux en catalan (août 1991) ». L’épée de discorde offre durant six représentations en français et trois en catalan (août 1992), un maximum d’aventures et d’action exposant le combat entre Jaume II de Majorque et Pere III d’Aragon, tous deux fils de Jaume 1er le Conquérant. Après quelques incertitudes, le troisième et dernier volet des Rois de Majorque, Le sceptre brisé est interprété quatre fois en français et une fois en catalan. Il décrit la fin inévitable du royaume de Majorque, et par la même occasion la fin du titre de capitale pour la ville de Perpignan. La scénographie est à la hauteur de l’évènement tragique et grave. Jordi Barre interprète au total 18 chansons écrites par Joan Tocabens et compose la musique lui-même. Dès lors « le temps des fresques historiques est bien terminé », ce que Jordi Barre regrettera beaucoup par la suite.

### Lepessebre viventdu Noël catalan & les chansons traditionnelles roussillonnaises
Jordi Barre est sensible à la musique populaire et traditionnelle de la Catalogne. Dès 1972, il crée à Elne son premier pessebre vivent, sa première crèche vivante en catalan. Rapidement il l’importe dans la capitale du Roussillon avec le Fanal Sant Vicens de Perpignan. Toujours épaulé par son ami Jean-Pierre Lacombe Massot, il va faire du pessebre un rendez-vous unique et immanquable des fêtes de fin d’année en Catalogne du Nord. Tout est sans cesse retravaillé, retouché, amélioré, la magie de Noël ne peut qu’opérer. Si d’abord le pessebre est joué dans les églises et cathédrales du département, à partir de 1991 il s’établit en l’église Saint-Dominique de Perpignan. Par la suite, il prend ses quartiers au Palais des Rois de Majorque. Ce spectacle inspire même d’autres groupes culturels catalans du pays. Jordi Barre est aussi présent pour l’Estudiantina d’Ille-sur-Têt, avec qui en 1985 il participe à la renaissance d’un autre pessebre, la Pastorale du Chanoine Bonafont. Il dirige la chorale qui se produit également dans de nombreuses églises du département. Cette tradition est d’ailleurs toujours bien vivante à Ille-sur-Têt et Jordi Barre y est pour quelque chose.
Ces chants de Noël plaisent et Jean-Pierre Lacombe Massot a alors l’idée de les immortaliser avec un CD intitulé Nadal qui sort en 1992. « Le premier tirage de l’album est épuisé avant le 25 décembre ». L’album comprend 16 chansons traditionnelles du Noël catalan comme Salten i ballen, Sant Josep fa bugada, El desembre congelat, La nit de Nadal, Fum, fum fum, ainsi que deux chants plus récents mis en musique par Jordi Barre : Balada de Nadal écrite par le prince des poètes catalans, Josep Carner et L’Escloper de Roger Campredon, un de ceux qui a instauré la tradition du pessebre vivent à Elne.
Jordi Barre manifeste malgré tout une certaine réticence lorsqu’il s’agit de s’approprier des airs populaires. Néanmoins, pour préserver ce patrimoine populaire exceptionnel, il enregistre en 1996 Tradicionals, un album avec 11 chansons traditionnelles catalanes et certaines uniquement roussillonnaises. Joan del Riu, Lo Pardal, Les Minyones de Tuïr, Muntanyes del Canigó, La Titona et bien d’autres musiques du terroir nord-catalan figurent sur ce CD. En revanche, l’accompagnement musical réalisé au synthétiseur n’est pas apprécié par tous. À contrario, d’autres y voient, une modernisation nécessaire afin de les réactualiser.

### Les suites symphoniques O Món & Camins d'Amor

#### O Món
76 ans Jordi Barre remonte au créneau et décide de montrer à tout le monde que son ambition musicale ne s’arrête pas qu’à Els hi fotrem et s’attaque alors à O Món, un des plus grands titres de Jordi Pere Cerdà. Il décide d’écrire une cantate et y consacre le meilleur de son talent, créant une œuvre sublime qui le fait se surpasser. Il démontre qu’il est plus que chanteur et que ses talents de compositeur et chef d’orchestre ne sont pas à contester. En 1996 il se produit à la soirée d’ouverture des Estivales au Campo Santo, l’Ensemble orchestral Perpignan Languedoc-Roussillon est renforcé par le Conjunt de Cambra de l’Empordà, créant une collaboration transfrontalière inédite, l’un de ses rêves les plus fous se réalise ce soir là. Dans le livret du CD O Món Jordi Barre écrit « Je dois à Pere Cerdà d’avoir aimé et chanté notre langue ». Le poète le remercie en publiant dans la revue Conflent un article admiratif sur son ami « L’écriture symphonique de Barre s’est identifiée à la sincérité de mon texte poétique ». Malgré les éloges et triomphes de la cantate, elle ne sera jouée qu’une deuxième fois le 10 octobre 1996 au théâtre municipal Sala la Planeta à Gérone. Cependant le spectacle survivra grâce à la captation de Philippe Courtemanche lors de la première représentation. Le spectacle survivra aussi par le disque. Le livret contient l’intégralité du texte de Jordi Pere Cerdà. O Món représente le sommet de la carrière de Jordi Barre et un chef-d’œuvre musical Nord-Catalan. 

#### Camins d'Amor
En 2002 Jordi Barre se lance dans la création d’une suite symphonique intitulée Camins d’Amor composée de six poèmes : Contempla el teu país, Vers la llum, L’Arbre, Tancant els ulls, País terra meva et Rosa dels vents. La création dure plus d’un an et voit le retour de Joan Tocabens qui avait été terriblement affecté par la mort de sa femme Claudie. C’est une ode au Pays Catalan, elle est interprétée par Jordi Barre et Dalila Azzouz-Laborde, l’orchestre symphonique Canet Roussillon Méditerranée et la cobla Mil·lenària. La première partie de Camins d’Amor est composée de morceaux familiers et la deuxième de compositions totalement nouvelles. Il fait aussi participer son vieil ami et guitariste Christian Laborde ainsi que sa femme Dalila Azzouz au chant. Dalila avait déjà participé aux albums Tradicionals, Tots els records et Infants de l’univers. Christian Laborde avait lui orchestré en 1991 les musiques de Lliure com el vent, un texte de Jordi Barre. Les représentations de Camins d’Amor réunissent toutes les générations de tous horizons, parlant aussi bien aux cœurs des anciens fans que des nouveaux.

### Jordi Barre & Étienne Roda-Gil
Sur les conseils de ses proches, Jordi envoie des disques à Etienne Roda-Gil en vue d’une possible collaboration. C’est en 2001 que Etienne Roda-Gil voit pour la première fois Jordi Barre sur scène lors du concert de la Festa Major à Argelès-sur-Mer, et c’est en 2002 lorsqu’il assiste à Camins d’Amorqu’il prend la décision d’écrire pour lui. Lui qui n’avait jamais écrit en catalan confectionne deux textes qu’il donnera à Jordi Barre : Tinta Negra et Ànima no tinguis por qu’ils enregistreront ensuite à Paris.

## Hommages
Une école maternelle publique de Perpignan porte son nom et une salle dans la ville de Pollestres.

## Discographie complète

### Albums
- 1963 — Canta Perpinyà (Single 45t)
- 1964 — Vaig escoltant (Single 45t)
- 1972 — La Mata de Jonc (Single 45t)
- 1977 — El fanal canta (LP 33t, avec le Fanal Sant Vicens de Perpignan)
- 1979 — El xiprer verd (LP 33t)
- 1979 — Pa amb oli (LP 33t, avec le groupe Pa Amb Oli)
- 1981 — La nit on vam fugir (LP 33t)
- 1982 — Tant com me quedarà (LP 33t, Disque d'Or)
- 1983 — Spécial Olympia: Cotlliure serà sempre Cotlliure (Single 45t)
- 1984 — Si t'en vas (LP 33t)
- 1984 — El vi del Rosselló (Single 45t)
- 1988 — Així em parla el vent (Premier CD produit par un artiste de la Catalogne du Nord)
- 1989 — Angelets de la Terra (K7, K7 vidéo du spectacle)
- 1990 — Amb la Força de l'Amor (compilation double CD)
- 1990 — Lliure com el vent (K7, conte musical)
- 1991 — Amb la Força de l'Amor (K7 vidéo, concert en direct)
- 1991 — Odyssud 91 (CD)
- 1992 — Nadal (K7, CD)
- 1993 — Els reis de Mallorca (K7, CD)
- 1993 — Angelets de la Terra (CD)
- 1995 — Porta ben alt el teu somriure (CD)
- 1996 — Cantata O món (CD, K7 vidéo du spectacle)
- 1996 — Jordi Barre, 30 anys de cançó a l'Espai (double CD, concert enregistré en direct à l'Espai de Barcelone en 1994)
- 1996 — Tradicionals (CD)
- 1998 — Tots els records (compilation double CD)
- 1999 — Despleguem les banderes (Single CD)
- 2000 — Infants de l'univers (CD, conte musical)
- 2001 — Lliure com el vent (CD)
- 2003 — Camins d'amor (CD)
- 2004 — Dona (CD)
- 2005 — Jordi Barre Live (DVD)
- 2006 — Parlem català (Senzill CD)
- 2007 — Angelets de la Terra (DVD, numérisation K7)
- 2007 — Amb la Força de l'Amor (DVD, numérisation K7)
- 2007 — O món (DVD, numérisation K7)
- 2007 — Pessebre vivent del Rosselló (DVD, numérisation K7)
- 2008 — Sóc (CD)
- 2009 — Jordi Barre canta Joan Tocabens (CD)
- 2010 — Per molts anys (CD)
- 2010 — Pessebre vivent del Rosselló (Livre & CD)
- 2010 — Més enllà de ser (Single CD)
- 2011 — Una vida de llum (compilation, 3 CDS)